# إسماعيل حسين
إسماعيل حسين (بالإنجليزية: Ismail Hussain)‏ هو سياسي هندي، ولد في 1 أبريل 1950، وتوفي في 24 أبريل 2015. حزبياً، نشط في المؤتمر الوطني الهندي. وقد انتخب List of members of the 15th Lok Sabha ‏ عن دائرة Barpeta Lok Sabha constituency ‏ (2009 – 2014).